# John Higley
John Higley (* 25. Oktober 1938) ist ein US-amerikanischer Soziologe und Autor.
Seine Interessen umfassen allgemeine vergleichende Politik, politische Soziologie und die vergleichende Untersuchung politischer Eliten. Er schrieb ausführlich über Elitetheorie und -analyse. Von 2001 bis 2006 war er Vorsitzender der Regierungsabteilung und ist derzeit Vorsitzender des Forschungsausschusses für Politische Eliten der International Political Science Association. Als Direktor des Edward A. Clark Centers für australische und neuseeländische Studien, das 1988 von Higley gegründet wurde, schreibt er auch über innen-, sicherheits-, außen- und handelspolitische Fragen in diesen Ländern und wie sie die Beziehungen der USA zu ihnen beeinflussen, z. B. „Elites in Australia“, 1979; „Die Herausforderung von NAFTA: Nordamerika, Australien, Neuseeland und das Welthandelsregime“, 1993; „Australien: Die Politik, eine Republik zu werden“, 2000; „Die US-Australien-Allianz: Eine amerikanische politische Perspektive“ (2006).

## Veröffentlichungen
- Eliten und demokratische Konsolidierung in Lateinamerika und Südeuropa. 1992
- Eliten, Krisen und die Ursprünge der Regime. 1998
- Postkommunistische Eliten und Demokratie in Osteuropa. 1998
- Eliten nach dem Staatssozialismus. 2000
- Elitefundamente der liberalen Demokratie. 2006